# YouTube Kids
YouTube Kids是YouTube針對兒童開發的影片網站和應用程序。父母可以控制兒童所收看的內容。
2015年2月15日，YouTube Kids的Android和IOS流動應用程式發布。2019年8月30日，YouTube Kids網頁版發佈。